# John Bennet Lawes
Pour les articles homonymes, voir Lawes.
John Bennet Lawes, 1er baronnet (né le 28 décembre 1814, mort le 31 août 1900) est un entrepreneur britannique et un scientifique dans le domaine de l'agriculture. Il fonde une ferme expérimentale chez lui à Rothamsted Manor (en), qui devient le centre de recherche appelé station expérimentale de Rothamsted (Rothamsted Experimental Station), où il développe le superphosphate qui marque les débuts de l'utilisation des engrais chimiques

## Biographie
John Bennet Lawes est né à Rothamsted (de nos jours Harpenden) près de St Albans dans le Hertfordshire le 28 décembre 1814, fils unique de John Bennet Lawes. Son père meurt quand il n'a que huit ans, et il est élevé essentiellement par sa mère Marianne. Il étudie à l'Eton College et à Brasenose College, Oxford, bien qu'il n'y ait pas été diplômé. Avant de quitter Oxford en 1832, Lawes commence à s'intéresser à la culture de différentes plantes médicinales.
Vers 1837, il commence à expérimenter les effets de différentes variétés de plantes poussant dans des pots, et une année ou deux plus tard ses expérimentations s'étendent aux cultures en plein champ, pour permettre aux fermiers de ne plus dépendre de l’épandage de fumier animal pour produire des fertilisants.